# Bojinu
Bojinu – wieś w Rumunii, w okręgu Gorj, w gminie Crușeț. W 2011 roku liczyła 97 mieszkańców.